# الإعاقة في جزر سليمان
جزر سُليمَان (بالإنجليزية: Solomon Islands)، هي دولة تقع في جنوب المحيط الهادي. تتألف من أكثر من 990 جزيرة، مجموع مساحتها 28,896 كم²، عاصمتها هونيار، وعدد سكانها 720 ألف نسمة. اللغات الرسمية فيها هي الإنجليزية وبيجين.
تشير الإعاقة في جزر سليمان إلى الأشخاص ذوي الإعاقة في جزر سليمان.

## تاريخ
في 17 نوفمبر 2022، وافقت حكومة جزر سليمان رسميًا على السياسة الوطنية للتنمية الشاملة للأشخاص ذوي الإعاقة. دخل حيز التنفيذ في 2 ديسمبر 2022.

## إحصائيات
يوجد حاليًا حوالي 14% من سكان جزر سليمان يعانون من درجات مختلفة من الإعاقة.